# كأس السوبر السعودي 2018
بطولة كأس هيئة الرياضة لبطل السوبر أو كأس السوبر السعودي لعام 2018 هي النسخة الخامسة من كأس السوبر السعودي، وهي مباراة سنوية افتتاحية لبداية الموسم السعودي لكرة القدم أقيمت بين حامل لقب الدوري السعودي الممتاز الموسم الماضي وبين حامل لقب مسابقة كأس الملك، على ملعب كوينز بارك رينجرز بالعاصمة البريطانية لندن وجمعت بين فريقي الهلال والاتحاد؛ حيث حدد الاتحاد السعودي لكرة القدم يوم 18 من شهر أغسطس 2018 موعداً لإقامة مباراة كأس السوبر السعودي ووقع اختيار الاتحاد السعودي لكرة القدم على الحكم الدولي التركي جونيت شاكر لإدارة مباراة كأس السوبر السعودي بين فريقين.
يذكر أن مشاركة طرفي المباراة جاءت بعد حصول الهلال على لقب الدوري السعودي للمحترفين الموسم الرياضي الماضي، فيما جاءت مشاركة الاتحاد عقب حصول على بطولة كأس الملك في الموسم ذاته. توج صاحب السمو الملكي الأمير محمد بن نواف بن عبد العزيز آل سعود سفير خادم الحرمين الشريفين لدى المملكة المتحدة ومعالي رئيس مجلس إدارة الهيئة العامة للرياضة الأستاذ تركي بن عبد المحسن آل الشيخ، فريق نادي الهلال بلقب السوبر السعودي على كأس الهيئة العامة للرياضة للموسم الرياضي 2018، بعد انتهاء المباراة لصالحه بهدفين مقابل هدف على حساب نادي الاتحاد.
أحد أهم احداث المصاحبة أعلن رئيس الاتحاد السعودي لكرة القدم عادل عزت استقالته من منصبه، معبراً عن عزمه الترشح لرئاسة الاتحاد الآسيوي للعبة بدعم كبير ومساندة وتوجيه من معالي المستشار تركي آل الشيخ، وتعين نائب الرئيس نواف التمياط رئيساً جديداً لمجلس الإدارة بالتكليف. ونشر اتحاد القدم السعودي بياناً بتفاصيل القرار وموافقة اتحاد القدم على الاستقالة المرفوعة، حيث سيقوم نائب الرئيس نواف التمياط بتسيير أعمال المجلس حتى موعد انعقاد الجمعية العمومية لانتخاب مجلس إدارة جديد.
في وقت سابق دار الجدل بشأن مشاركة البرازيلي جوناس جوميز دي سوزا -لاعب اتحاد جدة- في مباراة السوبر، وأعلن الاتحاد السعودي عدم أهليته لخوض المباراة، رفض الاتحاد الدولي لكرة القدم رسمياً طلب تعليق عقوبة لاعب نادي الاتحاد البرازيلي جوناس المقدم من نادي الاتحاد، مكتفياً بالتوضيح بأن الأمر يخص الاتحادين المحليين السعودي والبرازيلي، بالرغم من سلامة موقف نادي الاتحاد من الناحية القانونية حيث لم تتضمن شهادة الانتقال الدولية قرار الإيقاف نتيجة خطأ يتحمله الاتحاد البرازيلي. أنهى الاتحاد السعودي لكرة القدم، الجدل مفيدًا بأنه تسلم خطابًا من الاتحاد البرازيلي لكرة القدم اليوم الجمعة، يفيد بزوال أثر العقوبة المقررة عليه سابقًا بالإيقاف لمباراة واحدة، وذلك بناءً على قرار من المحكمة الرياضية العليا في البرازيل. كما طالب الاتحاد البرازيلي بعدم اعتماد خطابه السابق بتاريخ 2 أغسطس 2018، والذي أخطر فيه الاتحاد السعودي بوجود عقوبة إيقاف على اللاعب غير منفذة، وبذلك تكون عقوبة اللاعب السابقة ليست ذات أثر قانوني. وأفاد الاتحاد السعودي بأنه قد تواصل مع الاتحاد الدولي مخطرًا إياه بمستجدات الموضوع وفق قرار الاتحاد البرازيلي الأخير بشأن اللاعب، فأفاد بقانونية مشاركته في المباراة بزوال أثر العقوبة السابقة.
أثار حذف الاتحاد السعودي لكرة القدم عبر حسابه الرسمي في “تويتر” التغريدة المتعلقة بنظامية مشاركة البرازيلي جوناس مع فريقه الاتحاد في لقاء السوبر الجدل، في حين أكدت الإدارة القانونية في اتحاد القدم السعودي أن الاتحاد الدولي لكرة القدم لا يفضل نشر الوثائق الرسمية والمراسلات، إضافة إلى نماذج نظام تي ام اس عبر القنوات الرسمية للاتحادات المحلية، حيث يعتبرها سرية وليست قابلة للنشر من قبل قنوات رسمية لوسائل الإعلام مما دعى المسؤولون عن الحساب الرسمي لاتحاد القدم السعودي في «تويتر» إلى حذف التغريدة التي تضمنت نموذجًا من برنامج تي ام اس الدولي، مع الإبقاء على البيان الصحفي الرسمي في الموقع الإلكتروني الخاص بالاتحاد السعودي.

## تفاصيل المباراة
| الهلال                                | 2–1   | الاتحاد          |
| ------------------------------------- | ----- | ---------------- |
| كارلوس إدواردو 34' · غيلمين ريفاس 61' | تقرير | كريم الأحمدي 66' |

| الهلال | الاتحاد |

| الهلال: من الرياض رئيس النادي: سامي الجابر التشكيل الاساسي للفريق: |    |                  |     |       |
| حارس                                                               | 26 | علي الحبسي       |     |       |
| دفاع                                                               | 2  | محمد البريك      |     |       |
| دفاع                                                               | 4  | ألبرتو بوتيا 45' |     |       |
| دفاع                                                               | 5  | علي آل بليهي 93' |     |       |
| دفاع                                                               | 12 | ياسر الشهراني    |     |       |
| وسط                                                                | 28 | محمد كنو         |     |       |
| وسط                                                                | 21 | عمر عبد الرحمن   | 73' |       |
| وسط                                                                | 29 | سالم الدوسري     |     |       |
| وسط                                                                | 19 | أندريه كاريو     |     |       |
| هجوم                                                               | 3  | كارلوس إدواردو   |     | 90+5' |
| هجوم                                                               | 11 | غيلمين ريفاس     |     | 71'   |
| مقاعد البدلاء:                                                     |    |                  |     |       |
| حارس                                                               | 1  | عبدالله المعيوف  |     |       |
| دفاع                                                               | 70 | محمد جحفلي       |     |       |
| دفاع                                                               | 13 | حسن كادش         |     | 90+5' |
| وسط                                                                | 22 | محمد البقعاوي    |     |       |
| وسط                                                                | 18 | ناصر الدوسري     |     | 73'   |
| وسط                                                                | 15 | أحمد أشرف        |     |       |
| وسط                                                                | 10 | محمد الشلهوب     |     |       |
| هجوم                                                               | 27 | أشرف بنشرقي      |     |       |
| هجوم                                                               | 77 | عمر خربين        |     | 76'   |
| المدرب:                                                            |    |                  |     |       |
| جورجي جيسوس                                                        |    |                  |     |       |

| الاتحاد: من جدة رئيس النادي: نواف المقيرن التشكيل الاساسي للفريق: |    |                   |       |         |
|                                                                   |    |                   |       |         |
| حارس                                                              | 12 | عساف القرني       |       |         |
| دفاع                                                              | 11 | حسن معاذ          |       |         |
| دفاع                                                              | 13 | أحمد عسيري        |       |         |
| دفاع                                                              | 5  | ماثيو جورمان      |       |         |
| دفاع                                                              | 36 | تياغو كارليتو     |       |         |
| وسط                                                               | 27 | سوزا              | 45+1' |         |
| وسط                                                               | 20 | كريم الأحمدي      | 90+2' |         |
| وسط                                                               | 10 | كارلوس فيلانويفا  |       |         |
| وسط                                                               | 29 | فالديفيا          |       | 45'     |
| هجوم                                                              | 8  | فهد المولد        |       |         |
| هجوم                                                              | 9  | رومارينهو         |       | 83'     |
| مقاعد البدلاء:                                                    |    |                   |       |         |
| حارس                                                              | 1  | راكان النجار      |       |         |
| دفاع                                                              | 24 | عمار الدحيم       |       |         |
| دفاع                                                              | 32 | عمر المزيعل       |       |         |
| دفاع                                                              | 31 | منصور الحربي      |       |         |
| وسط                                                               | 15 | جمال باجندوح      |       |         |
| وسط                                                               | 6  | خالد السميري      |       |         |
| هجوم                                                              | 49 | عبدالرحمن الغامدي |       |         |
| هجوم                                                              | 25 | علي الزقعان       |       | 86' 83' |
| هجوم                                                              | 45 | أليكساندر بيشيتش  |       | 45'     |
| المدرب:                                                           |    |                   |       |         |
| رامون دياز                                                        |    |                   |       |         |

| حكم مساعد (كرة قدم): باهاتين دوران (تركيا) طارق أنجون (تركيا) الحكم الرابع: محمد السماعيل (السعودية) حكم تقنية الفيديو: مارك كلاتنبورغ (إنجلترا) | قانون المباراة - مباراة 90 دقيقة. - تقام المسابقة من مباراة واحدة بطريقة خروج المغلوب. - تطبق قاعدة ركلات الجزاء الترجيحية في حال استمرار التعادل في الأشواط الرئيسية. - تواجد على مقاعد الاحتياط عدد 9 بدلاء، يمكن استخدام ما يصل إلى ثلاثة منها. |

### البطل
| بطل كأس السوبر السعودي 2018         |
| ----------------------------------- |
|                                     |
| نادي الهلال (السعودية) اللقب الثاني |

### إحصائات
أرقام لقاء السوبر السعودي بين الهلال والاتحاد.
| م            | الأهداف | نسبة الاستحواذ | اجمالي التسديدات | تسديد على المرمى | اجمالي التمريرات | دقة التمريرات | أخطاء المرتكبة | بطاقات الصفراء | بطاقات الحمراء |
| ------------ | ------- | -------------- | ---------------- | ---------------- | ---------------- | ------------- | -------------- | -------------- | -------------- |
| نادي الهلال  | 2       | 47%            | 18               | 8                | 290              | 66%           | 19             | 2              |                |
| نادي الاتحاد | 1       | 53%            | 13               | 6                | 328              | 74%           | 15             | 3              |                |